# Орта ди Атела
О̀рта ди Атѐла (на италиански: Orta di Atella; на неаполитански: Ort', Ортъ) е град и община в Южна Италия, провинция Казерта, регион Кампания. Разположен е на 36 m надморска височина. Населението на общината е 25 713 души (към 2010 г.).